# 余枫 (歌手)
余枫（1992年9月6日—），湖北武汉人，中国歌手。2014年參加了浙江卫视《中国好声音》第3季。因在戰隊内淘汰赛中对阵组合Robynn & Kendy获胜而备受媒体和观众关注。2014年9月26日在杨坤戰隊4进1比赛中成功PK掉热门人气选手陈永馨夺得杨坤戰隊冠军。同年10月7日在该季好声音年度盛典暨总决赛中获得季军。2015年在第19届华语音乐榜中榜中获得年度新人奖。

## 早年经历
余枫出生于湖北省武汉市，从小就热爱音乐。在美国读书期间，余枫组建乐队，在一次音乐比赛上他拿到第一名。这次经历改变了他，于是返回国内开始音乐生涯 。
余枫就读于美国圣路易斯大学英语第二语言系（ESL，未正式进入本科就读），在办完休学手续后，他拖着行李箱回到武汉家里，向母亲说自己要以唱歌为生遭到反对，并被母亲赶出家门，他搬到同学家，开始找酒吧唱歌，和许多酒吧歌手一样，开始参加一些大大小小的活动或比赛

## 主要经历
- 1992年 出生于湖北省武汉市
- 2010年 美国圣路易斯大学留学（ESL，未正式进入本科就读）
- 2011年 美国圣路易斯大学留学
- 2012年 同年回国参加宁波电视台《娱乐先锋“宁波好声音”》获得年度总冠军[9]。
- 2013年 参加山东卫视《中国星力量》比赛加入Star4组合(余铭轩、贺飞、余枫、杨雪琦)，最终获得全国十强[10]
- 2014年 参加浙江卫视《中国好声音》杨坤戰隊冠军全国4强，全国季军[11]
- 2014年“创新、敢想敢做、国际化”为理由被评为“武汉N时代偶像”[12]
- 2015年4月16日，出席第19届“全球华语榜中榜暨亚洲影响力大典”颁奖典礼并斩获年度新人奖[5][13]

## 個人生活

### 婚姻
2017年5月15日，余楓宣布與韓國舞蹈員朴智妍閃婚。同年6月8日，兩人於上海領證結婚。同年10月9日，余楓公布妻子懷孕。同年11月28日，朴智妍在首爾產下一子，乳名為楓少。2020年1月1日，余楓在元旦宣布與朴智妍離婚，並表示兩人已在2019年分居。後朴智妍也在Instagram用中文發文：感激余先生在這一年多裡的照顧，做余太太，我很開心。現在，也沒有後悔。

### 戀情
2020年9月11日，余楓與日本攝影師出緋聞，兩人被拍到在北京的一間餐廳吃飯，舉止親密，後余楓否認戀情。同年10月1日，余楓被拍到與一名女子在車內熱吻，後余楓承認與女模特，張孝恩的戀情。余楓受訪時被問到與日本攝影師的關係，余楓承認其是當時的女友，兩人在9月尾時已經分手。

## 音乐作品

### 單曲
- 2014年10月30日 單曲《能不能》，電影《全城通緝》主題曲[14]
- 2014年11月13日 單曲《愛之聲》，電視劇《青年醫生》片尾曲（VS张碧晨)[15]
- 2014年12月25日 單曲《幸好有你》（VS李嘉格，罗景文，张碧晨） 
[16]
- 2015年4月19日 單曲《Hands up》，海馬M6汽車廣告歌曲[17]
- 2015年4月22日 單曲《大众汽车世界》（VS丁丁 (歌手)），大眾汽車中文版主題曲
- 2015年6月25日 單曲《觸發無限 》，第四季中國好聲音集結歌
- 2015年10月18日 單曲《怎麼還不愛 Why Not Love》（VS Rosie楊凱琳），電視劇《料理高校生》片尾曲
- 2016年5月12日 單曲《跟上》，余楓參與歌詞創作
- 2016年6月20日 單曲《認真癖》
- 2016年6月28日 單曲《未來在等著現在的我》（VS 羅力威），2016中國好聲音全國城市海選香港區宣傳歌曲
- 2016年8月15日 原創單曲《擁有》，為余楓出道兩週年送給粉絲的禮物
- 2016年11月8日 單曲《我們的挑戰》，綜藝節目《我們的挑戰》主題曲
- 2016年11月26日 單曲《愛無以復加》，余楓參與歌詞創作
- 2016年12月29日 單曲《曖昧反轉》，電視劇《北上廣依然相信愛情》片尾曲
- 2017年11月29日 單曲《變作誰》，電視劇《特化師》王翼人物曲
- 2017年12月22日 單曲《榮耀》，華為榮耀宣傳曲
- 2017年12月1日 單曲《遠方》，電視劇《一起同過窗 第二季》插曲
- 2018年3月13日 單曲《偶像》，專輯主打，余楓參與作詞作曲
- 2018年4月23日 單曲《等你回答》，余楓參與作曲
- 2018年5月31日 單曲《我不想知道》，余楓參與作詞作曲
- 2018年6月5日 單曲《你還是你》，綜藝節目《青春同學會》主題曲
- 2019年1月24日 單曲《花開花落》，電視劇《艷勢番之新青年》推廣曲

### 參演MV
- 2014年10月30日 單曲《能不能》，電影《全城通緝》主題曲
- 2014年11月17日 單曲《愛之聲》，電視劇《青年醫生》片尾曲（VS張碧晨）
- 2014年1月29日 單曲《幸好有你》（VS張碧晨、李嘉格、羅景文）
- 2015年10月，《怎麼還不愛 Why Not Love》

## 广告代言
- 2014年10月21日 TV+家庭娱乐电视代言人（VS张碧晨、陈冰）[18]
- 2015年4月12日 上海海马汽车新车型海马M6形象代言人，并将以车队车手身份征战CTCC中国房车锦标赛[19][19]

## 比赛历程

### 中国星力量
| 集数  | 首播日期      | 比赛主题 | 演唱歌曲         | 结果               |
| ----- | ------------- | -------- | ---------------- | ------------------ |
| 第1期 | 2013年7月25日 | 60进20   | 《怀珠》         | 晋级全国60强训练营 |
| 第5期 | 2013年8月1日  | 20进18   | 《爱是怀疑》     | 晋级全国18强       |
| 第7期 | 2013年8月15日 | 18进10   | 《第五街的诱惑》 | 晋级全国10强       |
| 第8期 | 2013年8月22日 | 10进6    | 《面具》         | 止步全国6强        |

### 中国好声音
| 期数   | 首播日期      | 比赛主题              | 演唱歌曲 | 结果                 | 备注                                                         |
| ------ | ------------- | --------------------- | --- | -------------------- | ------------------------------------------------------------ |
| 第5期  | 2014年8月15日 | 好声音盲选第5期       | 《有多少爱可以重来》 | 选择杨坤             | 齐秦、杨坤2位导师都转身，最终选择杨坤组 遭遇片头蒙太奇“秒播” |
| 第9期  | 2014年9月12日 | 杨坤组组内淘汰赛16进4 | - 余枫VS梁栋江《日不落》 - 余枫《Back At One》PK Robynn & Kendy《找自己》                                                            | 最终晋级杨坤组4强    |                                                              |
| 第12期 | 2014年9月26日 | 杨坤组4进1            | - 余枫+李文琦+陈永馨+徐剑秋+杨坤《YMCA》 - 余枫《无所谓》PK李文琦《是什么让我遇到这样的你》胜出 - 余枫《Treasure》PK陈永馨《我》胜出 | 最终获得杨坤组冠军   | 全国4强                                                      |
| 第15期 | 2014年10月7日 | 全国总决赛            | - 余枫+杨坤《空城》 - 余枫《至少还有你》留下 - 余枫《牧马人》PK张碧晨《梦一场》落败                                                  | 最终获得总决赛第三名 | 全国总季军                                                   |

## 獲獎記錄
2012年 全國歌手金號獎
2012年《阿拉好聲音》網絡人氣冠軍 You know I'm no good
2012年《寧波好聲音》年度總冠軍
2013年《中國星力量》全國十強
2014年 武漢N時代偶像
2014年《中國好聲音第三季》全國季軍
2014年《愛奇藝尖叫之夜》年度音樂新人
2015年《華語音樂榜中榜》第19屆 年度新人
2017年《東方風云榜》第24屆 東方新人